# 텍사스 킬링 필드
《텍사스 킬링 필드》(영어: Texas Killing Fields 혹은 영어: The Fields)는 2011년 공개된 미국의 범죄 영화이다. 에이미 케이넌 맨이 연출하고, 샘 워딩턴, 제프리 딘 모건, 제시카 채스테인, 클로이 그레이스 머레츠 등이 출연하였다. 2011년 제68회 베네치아 국제 영화제 경쟁작이다.

## 줄거리
텍사스주 작은 마을 주민들이 "더 킬링 필드"라고 부르는 바이우에서 가학적인 연쇄살인범이 토막을 낸 시체들이 발견된다. 강력계 형사 마이크와 뉴욕에서 온 파트너 브라이언은 범죄 현장이 관할권 밖임에도 불구하고 수사를 진행하다가 범인에게 쫓기게 되고, 곧 마을 소녀 앤이 실종되면서 이는 촉박한 시간 싸움으로 전환된다.

## 출연
- 샘 워딩턴 - 마이크 사우더 형사 역
- 제프리 딘 모건 - 브라이언 헤이 형사 역
- 제시카 채스테인 - 팸 스톨 형사 역
- 클로이 그레이스 머레츠 - 리틀 앤 슬라이거 역
- 제이슨 클라크 - 룰 밸리 역
- 애너베스 기시 - 궨 헤이 역
- 셰릴 리 - 루시 슬라이거 역
- 스티븐 그레이엄 - 라이노 역
- 커크 보빌

## 기타 제작진
- 미술: 애런 맨